# Cembenoi Sada-Djoulamlima
I. Présentation
Cembenoui Sada-Djoulamlima est une commune de l'union des Comores située sur l'ile de la Grande Comore, dans la préfecture de Mitsamiouli-Mboudé. Il a son autorité, chef hiérarchique, monsieur le Maire Monsieur MOHAMED ABBAS MHADJOU, suivi de son premier Adjoint Monsieur ALI MMADI. Cette commune est composée de trois localités où arrondissements d'où chaque adjoint est originaire : Koua- Mitsamiouli, Ouellah -Mistamiouli et Ouemani
II.Composition
la Commune est composé de différentes arrondissement ou localités.
Arrondissements                Adjoints. - Koua -Mitsamiouli. (ALI MMADI). - Ouellah- Mitsamiouli. (CHABIR E-DINE). -Ouemani -Mitsamiouli. (TACHRIFA).
III. Les contacts :
Le Maire
Tel: +269 344 15 10
```
+ 269 449 10 15
```

Les adjoints :
Tel: 1 ER ADJOINT +269 4383153
TEL: 2EME ADJOINT +269 320 63 28
+269 448 63 28
IV. Populations rurale 2016-2023
La population de la commune de Cembenoi Sada Djoulamlima, d'après l' étude de l’INSEED.
| NOM DES LOCALITÉS | 2016  | 2017  | 2018  | 2019  | 2020  | 2021  | 2022  | 2023  |
| Koua -Mit         | 2080  | 2137  | 2195  | 2254  | 2315  | 2377  | 2441  | 2505  |
| Ouellah-Mits      | 5497  | 5646  | 5800  | 5957  | 6118  | 6283  | 6450  | 6621  |
| Ouemani-          | 595   | 611   | 628   | 645   | 662   | 680   | 698   | 717   |
| Total             | 8 172 | 8 394 | 8 623 | 8 856 | 8 934 | 9 340 | 9 589 | 9 843 |

Projection de la population communale 2016-2030 
PROJECTION DE LA POPULATION COMMUNALE
(2016 -2030)
| Cembenoi Sada | NOM DES LOCALITÉS     | 2016 | 2017 | 2018 | 2019 | 2020 | 2021 | 2025  | 2030  |
|               | KOUA - MITSAMIOULI    | 2080 | 2137 | 2195 | 2254 | 2315 | 2377 | 2637  | 3055  |
|               | OUELLAH - MITSAMIOULI | 5497 | 5646 | 5800 | 5957 | 6118 | 6283 | 6969  | 8074  |
|               | OUEMANI- MITSAMIOULI  | 595  | 611  | 628  | 645  | 662  | 680  | 754   | 874   |
| Total         |                       | 8172 | 8394 | 8622 | 8856 | 9096 | 9340 | 10360 | 12003 |

Modifications faîtes par Monsieur MOURIDI SOULE